# Selke-Aue
Selke-Aue település Németországban, azon belül Szász-Anhalt tartományban. Lakosainak száma 1341 fő (2023. december 31.).

## Népesség
A település népességének változása:
| Lakosok száma | 1416 | 1389 | 1381 | 1337 | 1341 |
|               | 2017 | 2019 | 2021 | 2022 | 2023 |